# Església llotja

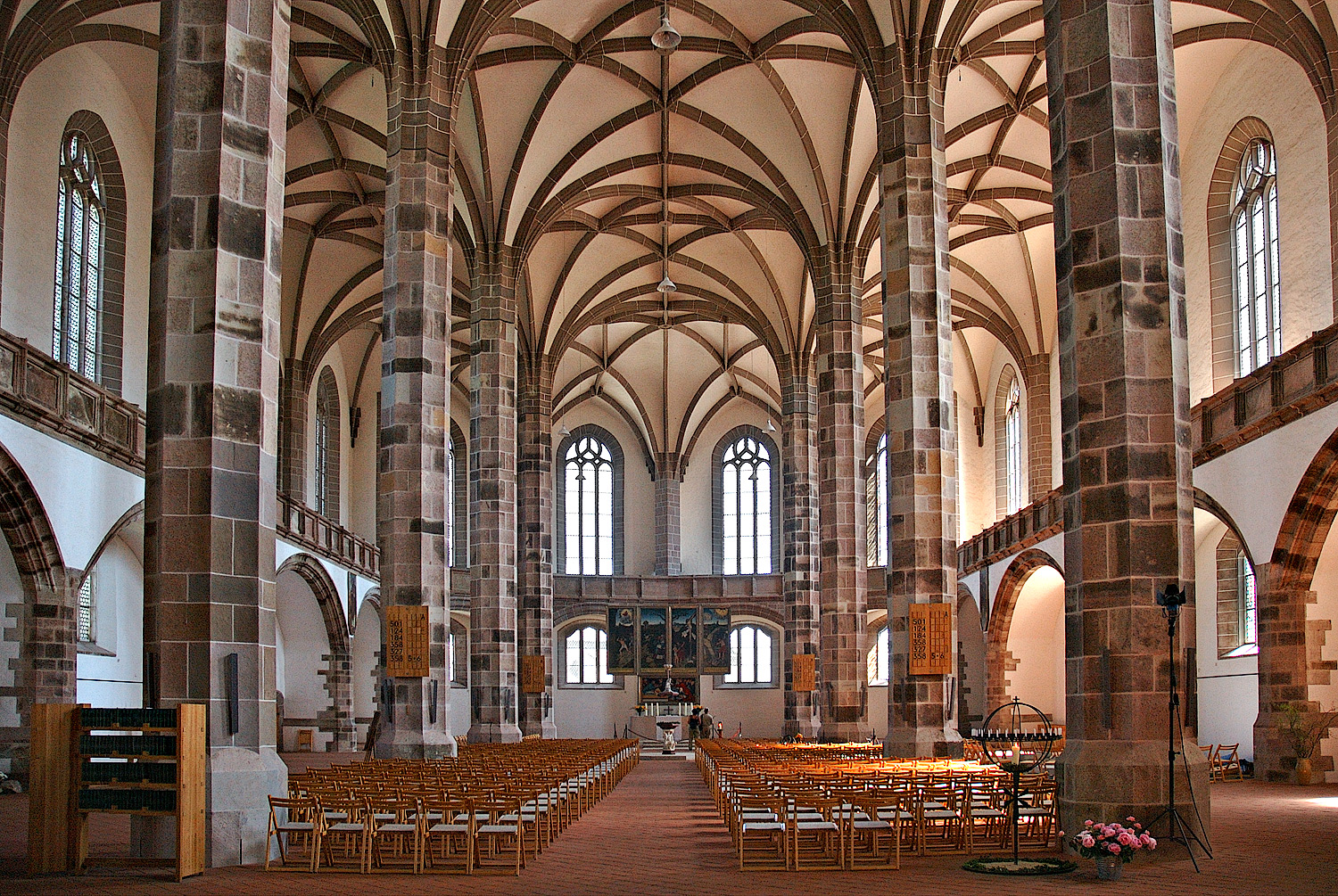
Interior de l'església de Sant Wolfgang a Schneeberg, Alemanya, en el qual s'observen les tres naus del temple amb una mateixa alçària.

Una església llotja, (en alemany hallenkirche) és un tipus de construcció arquitectònica d'esglésies, que es caracteritza pel fet que la  planta és rectangular i totes les naus tenen la mateixa alçària.
Va ser desenvolupada durant el gòtic europeu, sobretot a Alemanya. Aquest tipus d'església hi té una llarga història, com la catedral de Paderbon o l'església de Santa Maria de Greifswald a Santa Isabel de Marburg, però va ser en els segles xiii i xiv quan es va fer més habitual. A Espanya s'hi va introduir a partir del segle xiv, i tingué la seva màxima difusió a les zones mediterrànies del País Valencià, Catalunya i Balears.
L'esquema bàsic de l'església llotja es caracteritza per tenir tres o cinc naus amb voltes de creueria, de similar alçària en totes les naus, que s'il·luminen per les naus laterals. Els espais interiors són amplis i diàfans, el que li atorga l'aspecte d'un gran saló, que permetia albergar moltes persones. La planta és de forma rectangular, en què el transsepte no és més ample que el conjunt de les naus.
En moltes ocasions, aquestes naus laterals són una mica més baixes que la central, sense que s'arribin a obrir-se obertures d'il·luminació directa a la nau central. Els exteriors solen ser desornamentats, amb tendència cap a l'horitzontalitat i predomini del massís sobre l'obertura, en què el seu sistema constructiu no necessita arcbotants.
L'església llotja no s'ha de confondre amb les anomenades esglésies de calaix, que són temples d'una única nau sense creuer (arquitectura).

## Variants geogràfiques de les esglésies saló
Una variant de l'església llotja alemanyes són les Hallekerk flamenques, amb tres naus de la mateixa alçada i amplada que solen estar construïdes en maó i estar cobertes amb fusta, amb teulades a dues aigües i presenten façanes amb rematades en tres pinyons iguals. En els temples originals alemanys les naus laterals solen ser més estretes que la principal.
La tipologia d'esglésies lltoja va arribar també Amèrica a partir de l'últim terç del segle xvi, portada pels espanyols, en els temples allà construïts es va combinar la tradició gòtica amb la presència d'elements renaixentistes, amb plantes rectangulars de tres naus.